# Phymatostetha lessonii
Phymatostetha lessonii is een halfvleugelig insect uit de familie schuimcicaden (Cercopidae). De wetenschappelijke naam van deze soort is voor het eerst geldig gepubliceerd in 1835 door Boisduval. De originele combinatie was Eurymela lessonii. Ook bedacht hij Cercopis lessonii.